# Sledgehammer (песня Fifth Harmony)
«Sledgehammer» (с англ. — «Кувалда») ― сингл американской группой Fifth Harmony с их дебютного студийного альбома Reflection. Песня была выпущена 28 октября 2014 года лейблами Epic Records и Syco Music в качестве второго сингла с альбома. Песня получила положительные отзывы музыкальных критиков. Она достигла 40-го места в Billboard Hot 100, став первой записью Fifth Harmony, вошедшей в Топ-40 в США. Песня была сертифицирована платиновой за продажи более миллиона копий. Она также вошла в Топ-40 в нескольких других странах, включая Новую Зеландию, Чехию и Словакию.

## История
Во время прямой трансляции 23 октября 2014 года Fifth Harmony объявили, что «Sledgehammer» будет вторым синглом с их дебютного студийного альбома Reflection. Трек был написан Йонасом Йебергом, Меган Трейнор и Шоном Дугласом, в то время как производством занимались Йеберг и Харви Мейсон-младший. Вокал группы был спродюсирован и записан Йебергом, Мейсоном-младшим и Эндрю Хэем в студии звукозаписи Windmark в Санта-Монике, Калифорния.
В интервью официальному чартовому изданию Трейнор рассказала, что «Sledgehammer» была одной из песен, которые она написала для своего сольного дебютного альбома, позже названного Title, однако лейбл Epic Records решил выпустить «All About That Bass» в качестве ведущего сингла, поэтому Трейнор предложила песню группе Fifth Harmony.

## Видеоклип
Сопровождающее музыкальное видео для песни было загружено на официальный аккаунт Vevo 25 ноября 2014 года. Режиссером и хореографом фильма выступила Фатима Робинсон, которая также сняла клип на песню «Boss». Сцены в визуальном изображении включают качели, скульптуру единорога и силуэт мужчины, размахивающего кувалдой. 21 ноября 2014 года канал MTV выпустил эксклюзивное закулисное видео. По состоянию на июль 2020 года видео набрало более 170 миллионов просмотров на Youtube.

## Чарты
| Чарт(2014–16)                              | Высшая позиция |
| ------------------------------------------ | -------------- |
| Australia (ARIA)                           | 88             |
| Бельгия/Фландрия (Ultratip Bubbling Under) | 49             |
| Бельгия/Валлония (Ultratip Bubbling Under) | 21             |
| Канада (Billboard Canadian Hot 100)        | 63             |
| Канада (Billboard CHR/Top 40)              | 34             |
| Чехия (Singles Digitál Top 100)            | 27             |
| Ирландия (IRMA)                            | 83             |
| Новая Зеландия (Recorded Music NZ)         | 36             |
| Шотландия (OCC Scotland)                   | 77             |
| Словакия (Singles Digitál Top 100)         | 30             |
| Швеция (Sverigetopplistan)                 | 75             |
| UK Singles (Official Charts Company)       | 112            |
| США (Billboard Hot 100)                    | 40             |
| США (Billboard Adult Pop Airplay)          | 36             |
| США (Billboard Pop Airplay)                | 21             |

## Сертификации
| Регион | Сертификация | Продажи   |
| --- | ------------ | --------- |
| Канада (Music Canada) | Золотой      | 40 000*   |
| США (RIAA) | Платиновый   | 1 000 000 |
| * Данные о продажах приведены только на основе сертификации. · Данные о продажах + прослушиваниях приведены только на основе сертификации. |              |           |